# 安氏刺鰍
安氏刺鰍為輻鰭魚綱合鰓目刺鰍亞目刺鰍科的其中一種，分布於非洲Quanza河流域，體長可達44.5公分，棲息在底層水域，屬肉食性。